# Rampó
Rampó (dècada del 770 - 825) fou comte de Barcelona, Girona, Besalú i Osona (820-825).
Després de la deposició forçosa del comte Berà I, Lluís el Pietós, rei dels francs i emperador d'Occident, va considerar prudent encomanar els seus honors (o sigui els seus comtats) a un noble allunyat de la lluita partidista que es duia a terme a la Gòtia. Rampó, que era d'origen franc i no got com el seu predecessor, ja havia servit fidelment a Carlemany, i havia estat l'encarregat de comunicar la mort d'aquest al seu fill i successor Lluís, llavors rei d'Aquitània.
Es creu que Rampó va governar Barcelona, Girona, Besalú i Osona, aquest últim atorgat després de la mort de Borrell d'Osona el 820. Se li van atorgar els títols de Comte i de Marquès, aquest últim reservat únicament als qui governaven comtats fronterers. El 821 la cort d'Aquisgrà va ordenar saquejar el territori musulmà, ordre que degué acomplir-se el 822, en direcció al riu Segre. Es creu que en aquesta expedició va participar també Asnar I Galí comte d'Urgell i Cerdanya (abans comte d'Aragó).
Poca cosa més es coneix de l'actuació d'aquest comte, sembla que va fer un viatge a la cort amb l'abat Mercoral de Sant esteve de Banyoles i que va donar l'autorització a l'abat Donnul d'Albanyà per construir el cenobi de Sant Pere. Probablement, Rampó va morir l'any 825 en l'exercici del seu càrrec que va tardar uns mesos a cobrir-se. Fins a l'assemblea de febrer del 826 a Aquisgrà, l'emperador Lluís el Pietós no va designar substitut i l'escollit va ser Bernat de Septimània, cap del partit de la guerra contra els musulmans i germà petit de Gaucelm, comte d'Empúries i Rosselló i germà de Berà I.